# نورث امریکن ایکس‌ای۲جی سوپر سیوج
نورث امریکن ایکس‌بی-۲۱ (به انگلیسی: North American XB-21) یک هواپیمای ساختِ کارخانهٔ نورث امریکن اوییشن در کشور ایالات متحده آمریکا است. نخستین استفاده‌کنندهٔ این هواپیما تفنگداران هوایی ارتش ایالات متحده آمریکا بوده‌است. این هواپیما برای نخستین بار در ۲۲ دسامبر ۱۹۳۶ میلادی مورد استفاده قرار گرفت.